# الحرب الروسية العثمانية (1877–1878)

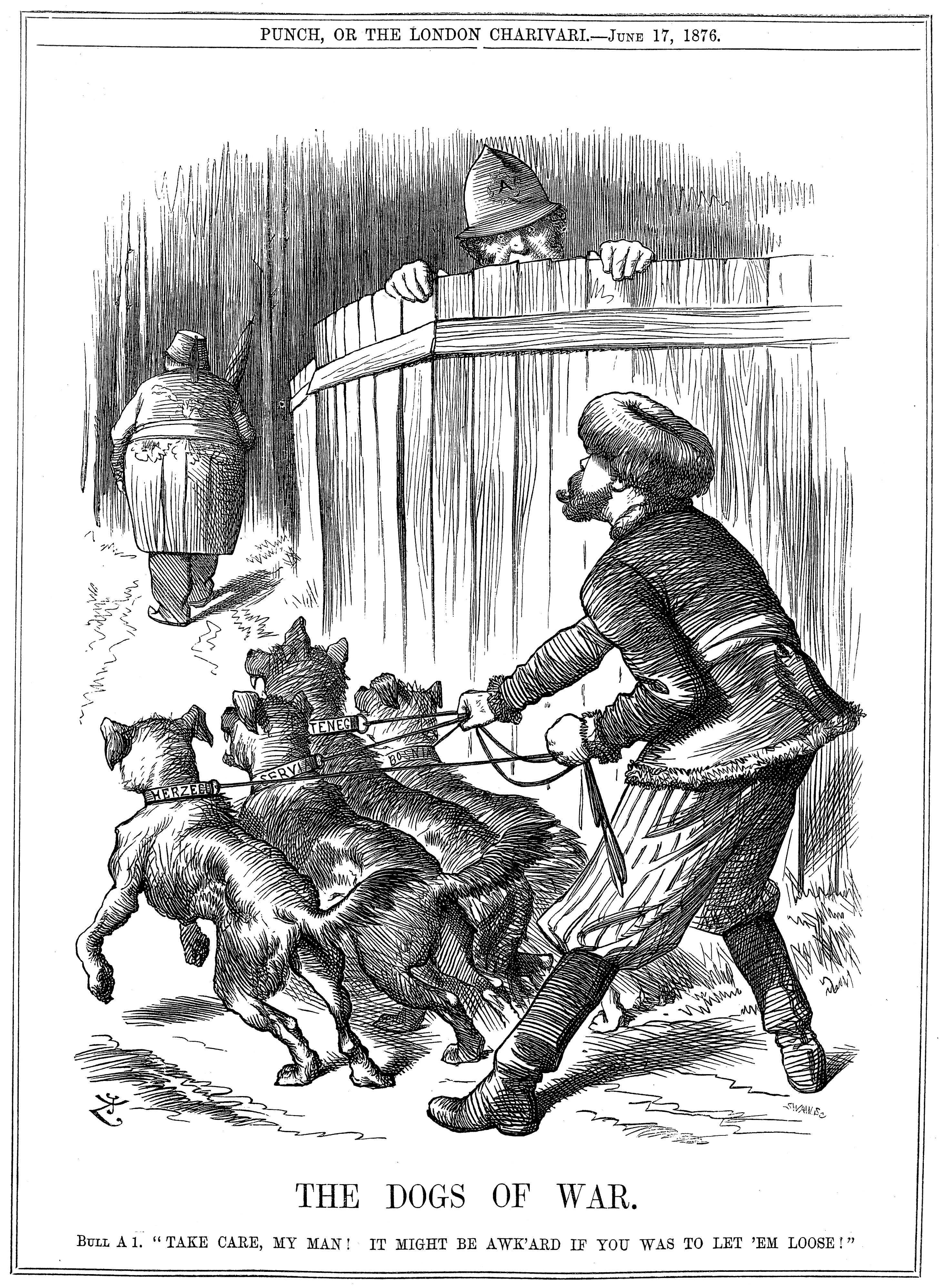
رسم كاريكاتيري من مجلة اللكمة البريطانية يعود لتاريخ 17 يونيو سنة 1876، يصوّر الإمبراطورية الروسية بهيئة رجل، على وشك أن تُطلق «كلاب الحرب» البلقانية على الدولة العثمانية، بينما بريطانيا، ممثلة بهيئة شرطي، تحذرها من مغبة عملها.

الحرب الروسية العثمانية 1877-1878 صراع بين الدولة العثمانية وقوات التحالف الأرثوذكسي الشرقي بقيادة الإمبراطورية الروسية ويتألف من العديد من دول البلقان. بدأت الحرب بعد فشل مؤتمر ترسانة.
دار القتال في البلقان والقوقاز، ترجع أسباب الحرب إلى تصاعد الروح القومية في القرن التاسع عشر بمنطقة البلقان. بالإضافة إلى عوامل أخرى منها تطلعات الروسية لاسترداد الأراضي التي خسرتها أثناء حرب القرم، معيدةً نفسها للبحر الأسود، وداعمةً الحركة السياسية الساعية لتحرير دول البلقان من الحكم العثماني.
أسفرت الحرب عن تمكن روسيا من المطالبة بعدة أقاليم في القوقاز وهي قارص، وباطومي. كان لإمارات رومانيا (التي أجبرها الروس على التخلي عن منطقة بودجاك في دلتا الدانوب رغم وجود معاهدة تحالف قائمة بين البلدين) وصربيا والجبل الأسود السيادة بحكم الأمر الواقع لبعض الوقت، وأعلن رسمياً الاستقلال عن الدولة العثمانية. بعد ما يقرب من خمسة قرون من الهيمنة العثمانية (1396-1878)، أُعيد تأسيس الدولة البلغارية في إمارة بلغاريا، وهي تغطي الأراضي الواقعة بين نهر الدانوب وجبال البلقان (باستثناء دبروجة الشمالية التي أعطيت لرومانيا)، فضلاً عن المنطقة صوفيا، والتي أصبحت عاصمة للدولة الجديدة. سمح مؤتمر برلين أيضاً للإمبراطورية النمساوية المجرية باحتلال البوسنة والهرسك وللمملكة المتحدة بتولي قبرص.

## الخلفية التاريخية

### الطموحات التوسعية للإمبراطورية الروسية
كان لروسيا طموحات توسعية تجاه الدولة العثمانية خصوصا بالعاصمة العثمانية إسطنبول والتي كان من شأن الاستيلاء عليها منح روسيا منفذا على البحر الأبيض المتوسط من خلال المضائق التركية (مضيق البسفور ومضيق الدردنيل) ٬ لم يكن تحقيق ذلك يسيرا بسبب وقوف القوى الأوروبية في وجه الأهداف التوسعية لروسيا وضمانهم لسلامة الأراضي العثمانية وخلال حرب القرم (1853-1856) دخلت بريطانيا وفرنسا الحرب بصف العثمانيين.
تغير ميزان القوى الأوربية بعد انتصار مملكة بيدمونت على الأمبراطورية النمساوية بدعم من فرنسا عام 1859 مما مهد لتأسيس المملكة الإيطالية عام 1861 وانتصار مملكة بروسيا على فرنسا عام 1871 مما مهد لتأسيس الإمبراطورية الألمانية وكان من تبعات ذلك تأسيس تحالف الأباطرة الثلاثة بين ألمانيا والنمسا وروسيا.

### ضعف الدولة العثمانية

#### إفلاس الدولة العثمانية (1875)
عانت الإمبراطورية العثمانية من ضائقة مالية بسبب تراكم الديون العمومية التي أصبحت تلتهم نصف ايرادات الخزينة العثمانية وفاقم من حدة الأزمة الاقتصادية موجة الجفاف التي ضربت منطقة الأناضول في قلب الإمبراطورية العثمانية والتي أدت إلى مجاعة عامي 1873 و1874 ولمواجهة انخفاض الإيرادات قامت الحكومة العثمانية برفع الضرائب على المناطق التي لم تتأثر بالجفاف في منطقة البلقان الأمر تسبب في انتفاضة بالبوسنة وفي بلغاريا وحينما لم تستطع الحكومة العثمانية الحصول على قروض جديدة لتمويل عجز المزانية أعلنت افلاسها في عام 1875 وتخلفت عن سداد ديوانها للدول الأوروبية.

#### خلع السلطان عبد العزيز (1876)
أدت الأزمات السياسية الداخلية إلى خلع السلطان عبد العزيز عام 1876 واعلان الدستور العثماني.

#### الحرب مع صربيا والجبل الأسود 1876
في 30 يونيو 1876 أعلنت صربيا الحرب على العثمانيين وتبعتها في ذلك إمارة الجبل الأسود في 2 يوليو ٬ كانت كلا الدولتين تسعيان إلى دعم الثوار الصرب خلال انتفاضة الهرسك.

## أزمة البلقان 1875 - 1876
استمر مقام السلطة العثمانية في البلقان بالتدهور طوال القرن التاسع عشر، إذ كانت الحكومة المركزية تفقد بين الحين والآخر السيطرة على أقاليم بأكملها. لم تفعل الإصلاحات التي فرضتها القوى الأوروبية شيئًا يُذكر لتحسين ظروف السكان المسيحيين، مع نجاحها في إثارة سخط جزء كبير من السكان المسلمين. شهدت البوسنة والهرسك موجتي تمرد على الأقل من قِبل السكان المسلمين المحليين، كانت آخرها في عام 1850.
تماسكت النمسا بعد الاضطرابات التي حدثت في النصف الأول من القرن وسعت إلى تنشيط سياستها التوسعية القائمة منذ أمد طويل على حساب الإمبراطورية العثمانية. في الوقت نفسه، سعت إمارتي صربيا والجبل الأسود المتمتعتان بالحكم الذاتي اسميًا، والمستقلتان بحكم الواقع، إلى التوسع في المناطق التي يسكنها مواطنوها. كانت المشاعر القومية والوحدوية راسخة وحفزتها روسيا وعملائها. في الوقت نفسه، تسبب الجفاف الشديد الذي أصاب الأناضول عام 1873 والفيضانات في عام 1874 بحدوث مجاعة واستياء واسع النطاق في قلب الإمبراطورية. أعاق النقص الزراعي تحصيل الضرائب اللازمة، مما أجبر الحكومة العثمانية على إعلان إفلاسها في أكتوبر 1875 وزيادة الضرائب على المقاطعات البعيدة عن المركز بما في ذلك البلقان.

### ثور البلقان

#### الثورات الألبانية
يذكر فرانكلين باركر أن القبائل الألبانية استاءت من الضرائب الجديدة والتجنيد الإجباري، وقاتلت ضد العثمانيين في الحرب.

#### انتفاضة الهرسك
بدأت ثورةٌ في الهرسك ضد الحكم العثماني في يوليو 1875. بحلول أغسطس ضُبطت الهرسك بأكملها تقريبًا وامتدت الثورة إلى البوسنة. بدعم من المتطوعين القوميين من صربيا والجبل الأسود، استمرت الثورة في حين ندب العثمانيون المزيد والمزيد من القوات لقمعها.

#### الانتفاضة البلغارية
دفعت ثورة البوسنة والهرسك الثوار البلغاريين المقيمين في بوخارست إلى التحرك. في عام 1875، أُعدت ثورة بلغارية على عجل للاستفادة من الانشغال العثماني، لكنها تلاشت قبل أن تبدأ. في ربيع عام 1876، اندلعت انتفاضة أخرى في جنوب وسط الأراضي البلغارية على الرغم من وجود الكثير من القوات التركية النظامية في تلك المناطق.
شُكلت لجنة عسكرية تركية خاصة لقمع الانتفاضة. وُجهت القوات النظامية (النيسام) والقوات غير النظامية (الرديف أو باشي بازوق) لمحاربة البلغار (11 مايو – 9 يونيو 1876). كانت القوات غير النظامية في معظمها من السكان المسلمين في المناطق البلغارية، وكان العديد منهم من المسلمين الشركس الذين هاجروا من القوقاز أو من تتار القرم الذين طُردوا خلال حرب القرم وحتى من البلغار المعتنقين للإسلام. قمع الجيش التركي التمرد، وقتل ما يصل إلى 30,000 شخص في هذه العملية. أُعدم خمسة آلاف من أصل سبعة آلاف قروي في باتاك. شاركت بلدتي باتاك وبيروشتيتسا في التمرد، حيث قُتلت غالبية السكان أيضًا. كُرم العديد من مرتكبي تلك المجازر لاحقًا من قِبل القيادة العثمانية. يقدر المؤرخون المعاصرون عدد القتلى من السكان البلغاريين بما يتراوح بين 30,000 و100,000. نفذ الجيش التركي أعمال جائرة بحق السكان البلغاريين.

### رد الفعل الدولي على الأعمال الوحشية في بلغاريا
انتشرت أخبار الفظائع التي ارتكبها الباشي بازوك إلى العالم الخارجي عن طريق كلية روبرت التي تديرها الولايات المتحدة والواقعة في القسطنطينية. كان غالبية الطلاب بلغاريين، وتلقى العديد منهم أخبار الأحداث من عائلاتهم في الوطن. سرعان ما كان المجتمع الدبلوماسي الغربي في القسطنطينية يضج بالشائعات، والتي وجدت طريقها في النهاية إلى الصحف الغربية. أثناء وجوده في القسطنطينية عام 1879، أفاد المبشر البروتستانتي جورج وارن وود أن السلطات التركية في أماسيا تضطهد اللاجئين الأرمن المسيحيين من سوخومي بوحشية. تمكن من التنسيق مع الدبلوماسي البريطاني إدوارد ماليت للفت انتباه الباب العالي، ثم وزير الخارجية البريطاني روبرت غاسكوين سيسل (مركيز ساليسبوري). في بريطانيا، حيث التزمت حكومة دزرائيلي بدعم العثمانيين في أزمة البلقان المستمرة، وظفت الصحيفة الليبرالية المعارضة ديلي نيوز الصحفي الأمريكي جانواريوس إيه. ماكاهان لتقديم تقارير عن المجزرة بشكل مباشر.
جال ماكاهان في المناطق البلغارية المنكوبة، وأثار تقريره، الذي برز كنبأ صارخ عبر الصفحات الأولى للديلي نيوز، الرأي العام البريطاني ضد سياسة دزرائيلي المؤيدة للعثمانيين. في سبتمبر، نشر زعيم المعارضة ويليام غلادستون كتيبه الفظائع البلغارية والمسألة الشرقية داعيًا بريطانيا إلى سحب دعمها عن تركيا واقترح أن تطالب أوروبا باستقلال بلغاريا والبوسنة والهرسك. حين أصبحت التفاصيل معروفة في جميع أنحاء أوروبا، أدان العديد من الشخصيات البارزة، بمن فيهم تشارلز داروين وأوسكار وايلد وفيكتور هوغو وجوزيبي غاريبالدي، الانتهاكات العثمانية في بلغاريا بشكل علني.
أتى أقوى رد فعل من روسيا. أدى التعاطف واسع النطاق مع القضية البلغارية إلى اندفاع موجة من الوطنية في جميع أنحاء البلاد على نطاق مماثل لتلك التي حدثت خلال الحرب الوطنية عام 1812. منذ خريف عام 1875، شاركت جميع طبقات المجتمع الروسي في حركة دعم الانتفاضة البلغارية. رافق ذلك نقاشات علنية حادة حول الأهداف الروسية في هذا الصراع: رأى أنصار الحركة السلافوفيلية، بمن فيهم دوستويفسكي، في الحرب الوشيكة فرصة لتوحيد جميع الدول الأرثوذكسية تحت قيادة روسيا، وبالتالي تحقيق ما اعتقدوا أنه المهمة التاريخية لروسيا، في حين أنكر خصومهم، أتباع الفكر الغربي، محفزين بمعتقدات تورغينيف، أهمية الدين واعتقدوا أن الأهداف الروسية يجب ألا تكون الدفاع عن الأرثوذكسية بل تحرير بلغاريا.

### الحرب الصربية التركية والمناورات الدبلوماسية
في 30 يونيو 1876، أعلنت صربيا، وتبعها الجبل الأسود، الحرب على الإمبراطورية العثمانية. في شهري يوليو وأغسطس، فشل الجيش الصربي غير المستعد وسيئ التجهيز في مساعدة المتطوعين الروس على تحقيق أهداف هجومية، لكنه تمكن من صد الهجوم العثماني على صربيا. في غضون ذلك، اجتمع ألكسندر الثاني إمبراطور روسيا والأمير غورتشاكوف، مع فرانز جوزيف الأول إمبراطور النمسا-المجر والكونت أندراشي في قلعة رايخشتات في بوهيميا. لم يجري التوصل إلى اتفاق مكتوب، ولكن خلال المناقشات، وافقت روسيا على دعم الاحتلال النمساوي للبوسنة والهرسك، ووافقت النمسا – المجر، في المقابل، على دعم استعادة جنوب بيسارابيا – التي فقدتها روسيا خلال حرب القرم – وضم روسيا لميناء باتوم على الساحل الشرقي للبحر الأسود. كان من المقرر أن تصبح بلغاريا ذاتية الحكم (مستقلة، وفقًا للسجلات الروسية).
مع استمرار القتال في البوسنة والهرسك، تعرضت صربيا لسلسلة من الانتكاسات وطلبت من القوى الأوروبية التوسط من أجل وضع حد للحرب. أجبر إنذار نهائي مشترك من قِبل القوى الأوروبية الباب العالي على منح صربيا هدنة لمدة شهر واحد وعلى بدء مفاوضات السلام. إلا أن القوى الأوروبية رفضت شروط السلام التركية باعتبارها صارمة للغاية. في أوائل أكتوبر، بعد انتهاء فترة الهدنة، استأنف الجيش التركي هجومه وسرعان ما أصبح الموقف الصربي عصيبًا. في 31 أكتوبر، أصدرت روسيا إنذارًا نهائيًا يطلب من الإمبراطورية العثمانية وقف الأعمال العدائية وتوقيع هدنة جديدة مع صربيا في غضون 48 ساعة. قُدم الدعم لذلك من خلال الحشد الجزئي للجيش الروسي (حتى 20 فرقة). قبل السلطان شروط الإنذار النهائي.
لحل الأزمة، في 11 ديسمبر 1876، افتُتح مؤتمر القسطنطينية للقوى العظمى في القسطنطينية (لم يُدعى الأتراك إليه). جرى التفاوض على حل وسط، يمنح الحكم الذاتي لبلغاريا والبوسنة والهرسك تحت السيطرة المشتركة للقوى الأوروبية. لكن العثمانيين رفضوا التضحية باستقلالهم عبر السماح لممثلين دوليين بالإشراف على صياغة الإصلاحات وسعوا إلى تشويه سمعة المؤتمر من خلال إعلانهم في 23 ديسمبر، وهو يوم اختتام المؤتمر، عن إقرار دستور يصرح بالمساواة في الحقوق للأقليات الدينية داخل الإمبراطورية. حاول العثمانيون استخدام هذه المناورة لإيصال صوت اعتراضاتهم وتعديلاتهم على الاتفاقية. عندما رفضتهم القوى العظمى، أعلنت الإمبراطورية العثمانية قرارها بتجاهل نتائج المؤتمر.
في 15 يناير 1877، وقعت روسيا والنمسا-المجر اتفاقية مكتوبة تؤكد نتائج اتفاقية رايخشتات السابقة في يوليو 1876. أكد هذا لروسيا الحياد النفعي للنمسا-المجر في الحرب الوشيكة. عنت هذه الشروط أنه في حالة الحرب، ستقوم روسيا بالقتال وستعود معظم الفائدة على النمسا. لذلك بذلت روسيا جهدًا أخيرًا للتوصل إلى تسوية سلمية. بعد التوصل إلى اتفاق مع منافسها الرئيسي في البلقان وازدياد الميول المعادية للعثمانيين في جميع أنحاء أوروبا بسبب الأعمال الوحشية في بلغاريا ورفض اتفاقيات القسطنطينية، شعرت روسيا أخيرًا بالحرية في إعلان الحرب.

## ما بعد الحرب
تعد هذه الحرب نصر روسي ساحق وحاسم لها ولدول البلقان أجمع تقريبا بسبب أنها وضعت نهاية للنفوذ العثماني ووضع حدا له في دول البلقان ولكنها إيضا لم تنهي النزاع في البلقان بالرغم من طرد العثمانيين منها ووضع حدا للبريطانيين فيها الذين كانوا كداعميين أعلاميا للدولة العثمانية حيث قامت عدد من الانتفاضات مثل أنتفاضة الهرسك وأنتفاضة البلغار لكن روسيا ودول البلقان أعتبروا الفوز صفعة للعثمانيين على مافعلوه في حرب القرم.

## معرض صور

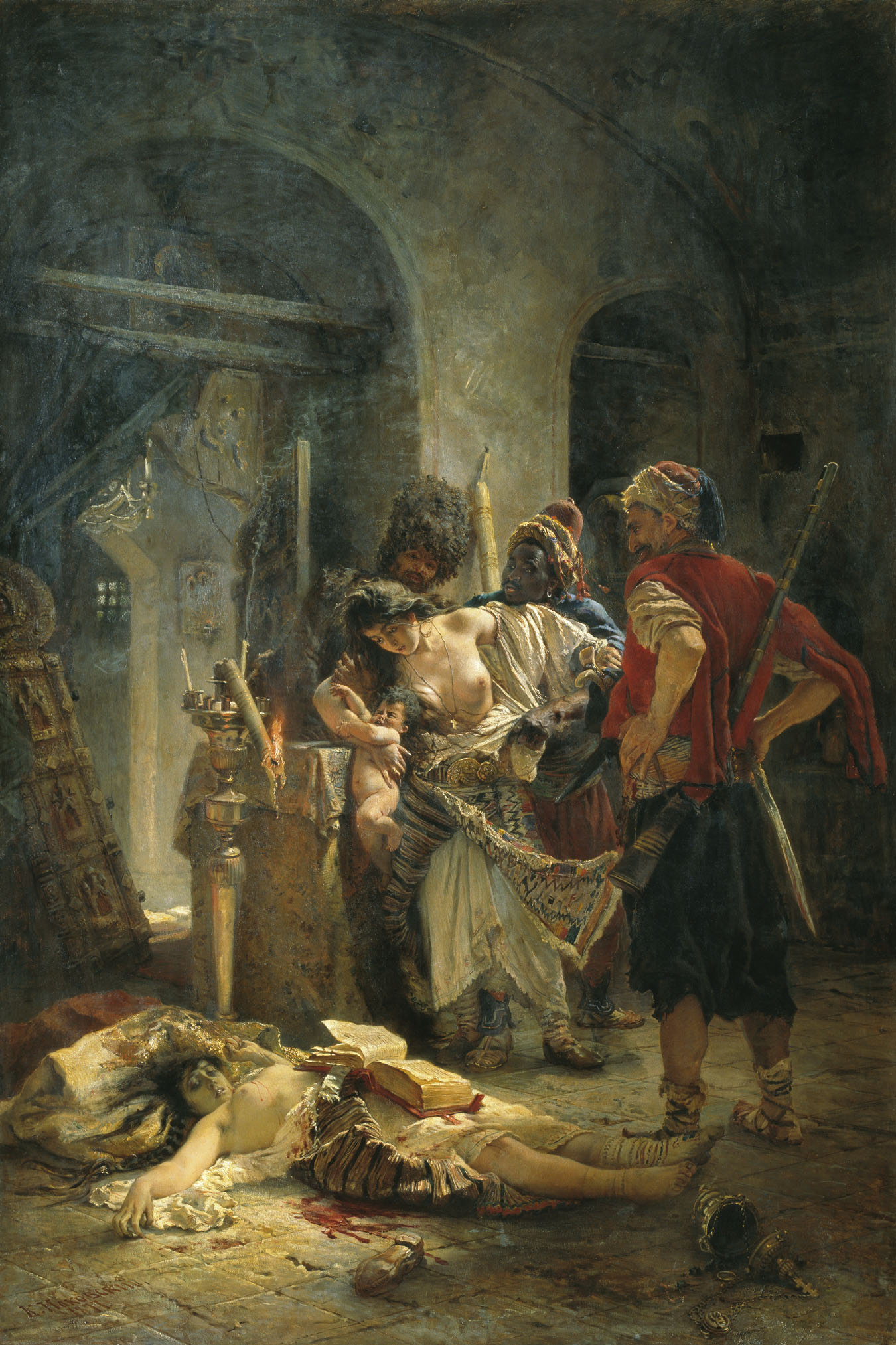
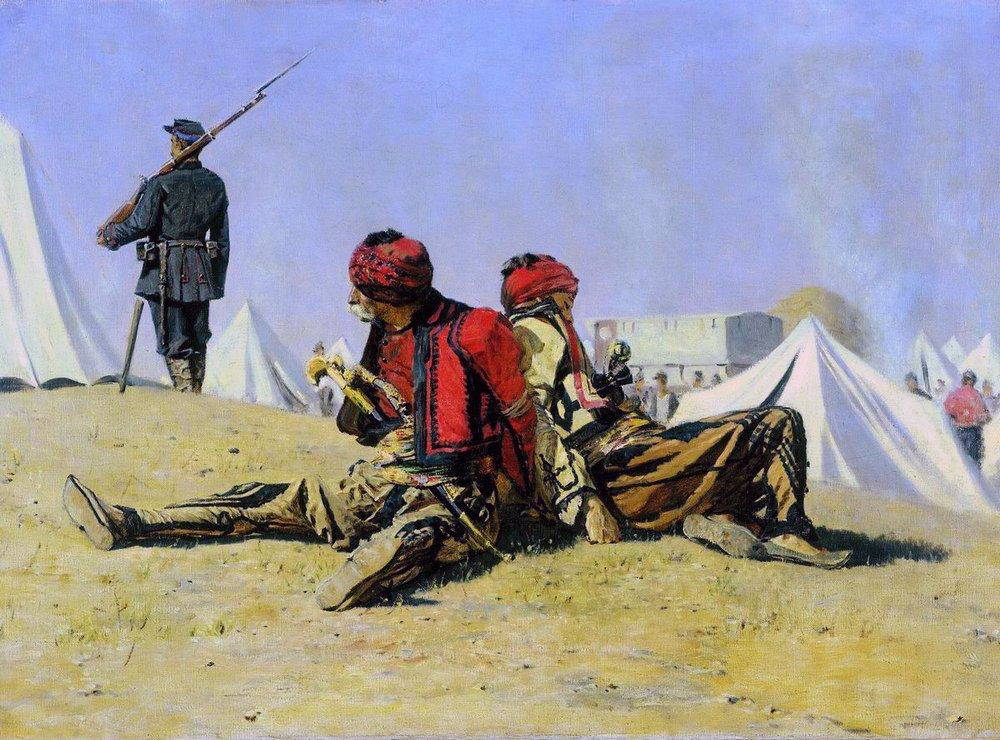
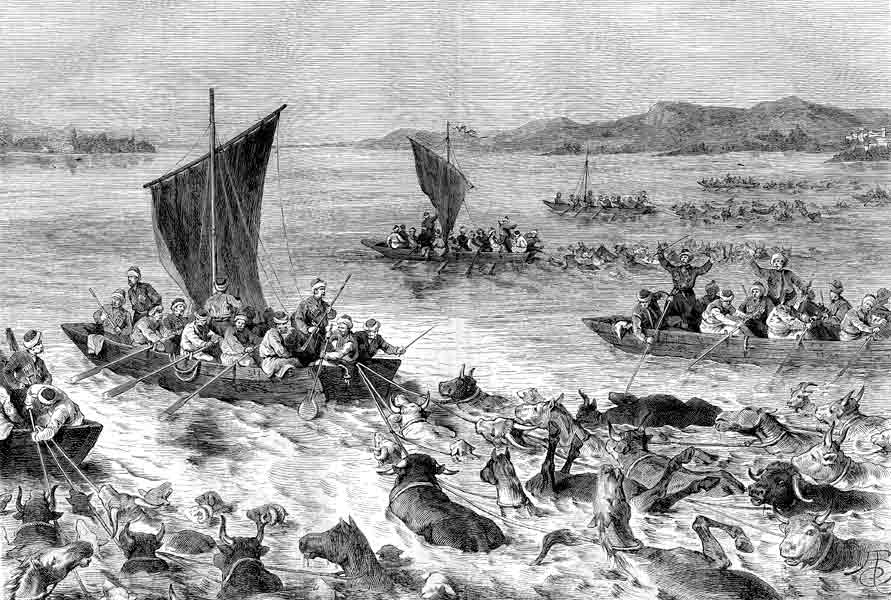